# Càrops (mitologia)
Càrops (en grec antic Χάροψ Khárops) va ser, segons la mitologia grega, un traci que va avisar Dionís de les intencions que tenia Licurg contra el déu. Per recompensar-lo, i després d'haver castigat Licurg, Dionís va posar Càrops en lloc seu al tron de Tràcia. Càrops es va iniciar en els misteris i va transmetre als seus descendents el culte a Dionís.
Càrops és el pare d'Èagre, que el va succeir com a rei, i l'avi d’Orfeu.